# Gran Premi del Canadà del 2022
El Gran Premi del Canadà de Fórmula 1, la novena carrera de la temporada 2022, va ser disputat al Circuit Gilles Villeneuve, a Mont-real entre els dies 17 a 19 de juny del 2022.

## Qualificació
La qualificació es va celebrar el dia 18 de juny.
| Pos.               | Nº | Pilot            | Equip/Motor           | Part 1   | Part 2   | Part 3   | Graella |
| ------------------ | -- | ---------------- | --------------------- | -------- | -------- | -------- | ------- |
| 1                  | 1  | Max Verstappen   | Red Bull-RBPT         | 1:32.219 | 1:25.201 | 1:21.299 | 1       |
| 2                  | 14 | Fernando Alonso  | Alpine-Renault        | 1:32.277 | 1:24.848 | 1:21.944 | 2       |
| 3                  | 55 | Carlos Sainz Jr. | Ferrari               | 1:32.781 | 1:25.197 | 1:22.096 | 3       |
| 4                  | 44 | Lewis Hamilton   | Mercedes              | 1:33.841 | 1:25.543 | 1:22.891 | 4       |
| 5                  | 20 | Kevin Magnussen  | Haas-Ferrari          | 1:32.957 | 1:26.254 | 1:22.960 | 5       |
| 6                  | 47 | Mick Schumacher  | Haas-Ferrari          | 1:33.707 | 1:25.684 | 1:23.356 | 6       |
| 7                  | 31 | Esteban Ocon     | Alpine-Renault        | 1:33.012 | 1:26.135 | 1:23.529 | 7       |
| 8                  | 63 | George Russell   | Mercedes              | 1:33.160 | 1:24.950 | 1:23.557 | 8       |
| 9                  | 3  | Daniel Ricciardo | McLaren-Mercedes      | 1:33.636 | 1:26.375 | 1:23.749 | 9       |
| 10                 | 24 | Guanyu Zhou      | Alfa Romeo-Ferrari    | 1:33.692 | 1:26.116 | 1:24.030 | 10      |
| 11                 | 77 | Valtteri Bottas  | Alfa Romeo-Ferrari    | 1:33.689 | 1:26.788 |          | 11      |
| 12                 | 23 | Alexander Albon  | Williams-Mercedes     | 1:34.047 | 1:26.858 |          | 12      |
| 13                 | 11 | Sergio Pérez     | Red Bull-RBPT         | 1:33.929 | 1:33.127 |          | 13      |
| 14                 | 4  | Lando Norris     | McLaren-Mercedes      | 1:34.066 | S/temps  |          | 14      |
| 15                 | 16 | Charles Leclerc  | Ferrari               | 1:33.008 | S/temps  |          | 191     |
| 16                 | 10 | Pierre Gasly     | AlphaTauri-RBPT       | 1:34.492 |          |          | 15      |
| 17                 | 5  | Sebastian Vettel | Aston Martin-Mercedes | 1:34.512 |          |          | 16      |
| 18                 | 18 | Lance Stroll     | Aston Martin-Mercedes | 1:35.532 |          |          | 17      |
| 19                 | 6  | Nicholas Latifi  | Williams-Mercedes     | 1:35.660 |          |          | 18      |
| 20                 | 22 | Yuki Tsunoda     | AlphaTauri-RBPT       | 1:36.575 |          |          | 201     |
| 107%Temps:1:38.674 |    |                  |                       |          |          |          |         |
| Font:              |    |                  |                       |          |          |          |         |

Notes
- ^1  – Yuki Tsunoda i Charles Leclerc van llargar al final de la graella per canviar el motor de les seves monoplaçes.

## Resultats de la cursa
La cursa es va celebrar el dia 19 de juny.
| Pos.                                                                 | Nº | Pilot            | Equip/Motor           | Voltes | Temps/Retirada | Graella | Punts |
| -------------------------------------------------------------------- | -- | ---------------- | --------------------- | ------ | -------------- | ------- | ----- |
| 1                                                                    | 1  | Max Verstappen   | Red Bull-RBPT         | 70     | 1:36:21.757    | 1       | 25    |
| 2                                                                    | 55 | Carlos Sainz Jr. | Ferrari               | 70     | +0.993         | 3       | 191   |
| 3                                                                    | 44 | Lewis Hamilton   | Mercedes              | 70     | +7.006         | 4       | 15    |
| 4                                                                    | 63 | George Russell   | Mercedes              | 70     | +12.313        | 8       | 12    |
| 5                                                                    | 16 | Charles Leclerc  | Ferrari               | 70     | +15.168        | 19      | 10    |
| 6                                                                    | 31 | Esteban Ocon     | Alpine-Renault        | 70     | +23.890        | 7       | 8     |
| 7                                                                    | 77 | Valtteri Bottas  | Alfa Romeo-Ferrari    | 70     | +25.247        | 11      | 6     |
| 8                                                                    | 24 | Guanyu Zhou      | Alfa Romeo-Ferrari    | 70     | +26.952        | 10      | 4     |
| 9                                                                    | 14 | Fernando Alonso  | Alpine-Renault        | 70     | +29.9452       | 2       | 2     |
| 10                                                                   | 18 | Lance Stroll     | Aston Martin-Mercedes | 70     | +38.222        | 17      | 1     |
| 11                                                                   | 3  | Daniel Ricciardo | McLaren-Mercedes      | 70     | +43.047        | 9       |       |
| 12                                                                   | 5  | Sebastian Vettel | Aston Martin-Mercedes | 70     | +44.245        | 16      |       |
| 13                                                                   | 23 | Alexander Albon  | Williams-Mercedes     | 70     | +44.893        | 12      |       |
| 14                                                                   | 10 | Pierre Gasly     | AlphaTauri-RBPT       | 70     | +45.183        | 15      |       |
| 15                                                                   | 4  | Lando Norris     | McLaren-Mercedes      | 70     | +52.1453       | 14      |       |
| 16                                                                   | 6  | Nicholas Latifi  | Williams-Mercedes     | 70     | +59.978        | 18      |       |
| 17                                                                   | 20 | Kevin Magnussen  | Haas-Ferrari          | 70     | +1:08.180      | 5       |       |
| Ret                                                                  | 22 | Yuki Tsunoda     | AlphaTauri-RBPT       | 47     | Col·lisió      | 20      |       |
| Ret                                                                  | 47 | Mick Schumacher  | Haas-Ferrari          | 19     | Motor          | 6       |       |
| Ret                                                                  | 11 | Sergio Pérez     | Red Bull-RBPT         | 7      | Cx. de Canvis  | 13      |       |
| Volta ràpida: — Carlos Sainz Jr. (Ferrari) – 1:15.749 (en el lap 63) |    |                  |                       |        |                |         |       |
| Font:                                                                |    |                  |                       |        |                |         |       |

Notes
- ^1  – Inclòs punt extra per volta ràpida.
- ^2  – Fernando Alonso va finalitzar en 7è, més va ser penalitzat per 5 segons per canviar de direcció més d'una vegada en defensar la posició de Valtteri Bottas.
- ^3  – Lando Norris va ser penalitzat per 5 segons per excedir la velocitat al pitlane, més seva posició no fou afectada.

## Classificació després de la cursa
| Pos. | Pilot            | Punts | Canvis |
| ---- | ---------------- | ----- | ------ |
| 1    | Max Verstappen   | 175   | =      |
| 2    | Sergio Pérez     | 129   | =      |
| 3    | Charles Leclerc  | 126   | =      |
| 4    | George Russell   | 111   | =      |
| 5    | Carlos Sainz Jr. | 102   | =      |

| Pos. | Constructor      | Punts | Canvis |
| ---- | ---------------- | ----- | ------ |
| 1    | Red Bull-RBPT    | 304   | =      |
| 2    | Ferrari          | 228   | =      |
| 3    | Mercedes         | 188   | =      |
| 4    | McLaren-Mercedes | 65    | =      |
| 5    | Alpine-Renault   | 57    | =      |